# Gabriele Rumi
Gabriele Rumi (Palazzolo sull'Oglio, 4 settembre 1939 – Palazzolo sull'Oglio, 21 maggio 2001) è stato un imprenditore italiano, fondatore della Fondmetal.

## Biografia

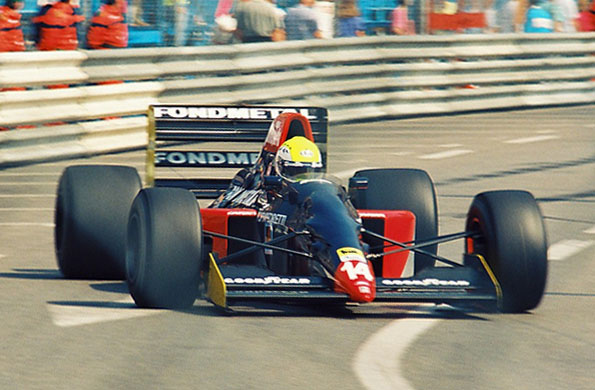
Fondmetal GR01 (1992)

Nato nel 1939, La famiglia di Rumi ha lavorato nell'industria metalmeccanica per tre generazioni, a cominciare da quando il nonno di Gabriele Rumi ha aperto una fonderia a Brescia.
Rumi ha assunto la gestione dell'attività nel 1961. Appassionato di automobilismo, nel 1970 Rumi decise di diversificare l'attività nel settore delle leghe leggere, per produrre componenti per motori e per autoveicoli. Nel 1972, Rumi decise che avrebbe avviato la propria attività di cerchi in lega per auto, che chiamò Fondmetal.
In Formula 1, Rumi sponsorizzò Piercarlo Ghinzani, quindi, nel 1990, acquistò il team Osella che l'anno successivo ribattezzò Fondmetal. Il team fu chiuso alla fine del 1992 a causa degli alti costi di gestione della squadra. Tuttavia, la società rimase nella Formula 1 noleggiando la propria galleria del vento ad altri concorrenti.
Nel 1997 Rumi divenne azionista di maggioranza della scuderia Minardi.   Alla fine del 2000, Rumi vendette le sue azioni alla Pan-American Sports Network che più tardi vendette il team all'uomo d'affari australiano Paul Stoddart. 
Rumi morì di cancro il 21 maggio 2001 all'età di 61 anni.